# رودلف خواكيم سيك
رودلف خواكيم سيك (بالألمانية: Rudolf Seck)‏ هو عسكري ألماني، ولد في 15 يوليو 1908 في Bunsoh ‏ في ألمانيا، وتوفي في 1974 في فلنسبورغ في ألمانيا.